# Chalonnes-sous-le-Lude
Chalonnes-sous-le-Lude ist eine Ortschaft und eine Commune déléguée in der französischen Gemeinde Noyant-Villages mit 129 Einwohnern (Stand 1. Januar 2022) im Département Maine-et-Loire in der Region Pays de la Loire. Die Einwohner werden Chalonnais genannt.
Chalonnes-sous-le-Lude wurde am 15. Dezember 2016 mit 13 weiteren Gemeinden, namentlich Auverse, Breil, Broc, Chavaignes, Chigné, Dénezé-sous-le-Lude, Genneteil, Lasse, Linières-Bouton, Meigné-le-Vicomte, Méon, Noyant und Parçay-les-Pins zur neuen Gemeinde Noyant-Villages zusammengeschlossen.

## Geografie
Chalonnes-sous-le-Lude liegt etwa 55 Kilometer ostnordöstlich von Angers in der Landschaft Baugeois. 

## Bevölkerungsentwicklung
| Jahr                       | 1962 | 1968 | 1975 | 1982 | 1990 | 1999 | 2006 | 2013 |
| Einwohner                  | 266  | 224  | 187  | 150  | 142  | 134  | 126  | 135  |
| Quellen: Cassini und INSEE |      |      |      |      |      |      |      |      |

## Sehenswürdigkeiten
- Kirche Saint-Cyr-Sainte-Julitte aus dem 17./18. Jahrhundert
- Priorat aus dem 12. Jahrhundert